# Плавання на літніх Олімпійських іграх 2024
Змагання з плавання на літніх Олімпійських іграх 2024 року в Парижі відбувались з 27 липня по 9 серпня 2024 року на «Арені Дефанс»⁣, а також у річці Сена, поблизу Мосту Александра III (плавання на відкритій воді).
Програма з плавання складається з рекордної кількості дисциплін — 37 (по 18 для кожної статі й 1 змішана). Порівняно з попередніми Іграми змін у програмі не відбулося.

## Дисципліни
Подібно до попередніх Олімпійських ігор, програма з плавання на Олімпійських іграх 2024 року складається загалом з 37 дисциплін (по 18 серед чоловіків і жінок і 1 змішана), зокрема, два марафони на відкритій воді завдовжки 10 км. Змагання відбудуться в таких дисциплінах (всі змагання в басейні проводяться на довгій воді, а відстані подано в метрах, якщо не вказано інше):
- Вільний стиль: 50, 100, 200, 400, 800, і 1500.
- Плавання на спині: 100 і 200.
- Брас: 100 і 200.
- Батерфляй: 100 і 200.
- Індивідуальне комплексне плавання: 200 і 400.
- Естафети: 4 × 100 вільним стилем, 4 × 200 вільним стилем; 4 × 100 комплексом (чоловічі, жіночі та змішані).
- Марафон: 10 кілометрів

### Розклад
На відміну від попередніх Олімпійських ігор, розклад програми плавання складається з двох сегментів. Для змагань в басейні попередні змагання відбуватимуться вранці, а півфінали і фінали — під час вечірніх сесій змагань. Розклад змагань узгоджується з американською телекомпанією NBC (NBC заплатив великі гроші за права на трансляції Олімпіади, тому МОК дозволив NBC впливати на розклад, щоб максимально збільшити американські телевізійні рейтинги, коли це можливо. 7 травня 2014 року NBC погодився заплатити $7,75 млрд за продовження контракту на трансляцію Ігор до 2032 року включно. Ця телекомпанія є одним із найважливіших джерел доходів МОК, тож фінали в кожній дисципліні буде показано в прямому ефірі в США).
Змагальна програма була розширена до дев'яти днів. Це зроблено з метою полегшення навантаження на плавців, які будуть змагатися у басейні та на відкритій воді.
| З | Попередні запливи | ½ | Півфінали | Ф | Фінал |

Р = ранкова сесія, що починається о 10:30 за місцевим часом (01:30 UTC).

В = вечірня сесія, що починається о 19:00 за місцевим часом (10:00 UTC).
| Дата →                          | 27 лип | 27 лип | 28 лип | 28 лип | 29 лип | 29 лип | 30 лип | 30 лип | 31 лип | 31 лип | 1 сер | 1 сер | 2 сер | 2 сер | 3 сер | 3 сер | 4 сер | 4 сер | 8 сер | 8 сер | 9 сер | 9 сер |
| Дисципліна ↓                    | Р      | В      | Р      | В      | Р      | В      | Р      | В      | Р      | В      | Р     | В     | Р     | В     | Р     | В     | Р     | В     | Р     | В     | Р     | В     |
| ------------------------------- | ------ | ------ | ------ | ------ | ------ | ------ | ------ | ------ | ------ | ------ | ----- | ----- | ----- | ----- | ----- | ----- | ----- | ----- | ----- | ----- | ----- | ----- |
| 50 м вільним стилем             |        |        |        |        |        |        |        |        |        |        | З     | ½     |       | Ф     |       |       |       |       |       |       |       |       |
| 100 м вільним стилем            |        |        |        |        |        |        | З      | ½      |        | Ф      |       |       |       |       |       |       |       |       |       |       |       |       |
| 200 м вільним стилем            |        |        | З      | ½      |        | Ф      |        |        |        |        |       |       |       |       |       |       |       |       |       |       |       |       |
| 400 м вільним стилем            | З      | Ф      |        |        |        |        |        |        |        |        |       |       |       |       |       |       |       |       |       |       |       |       |
| 800 м вільним стилем            |        |        |        |        | З      |        |        | Ф      |        |        |       |       |       |       |       |       |       |       |       |       |       |       |
| 1500 м вільним стилем           |        |        |        |        |        |        |        |        |        |        |       |       |       |       | З     |       |       | Ф     |       |       |       |       |
| 100 м на спині                  |        |        | З      | ½      |        | Ф      |        |        |        |        |       |       |       |       |       |       |       |       |       |       |       |       |
| 200 м на спині                  |        |        |        |        |        |        |        |        | З      | ½      |       | Ф     |       |       |       |       |       |       |       |       |       |       |
| 100 м брасом                    | З      | ½      |        | Ф      |        |        |        |        |        |        |       |       |       |       |       |       |       |       |       |       |       |       |
| 200 м брасом                    |        |        |        |        |        |        | З      | ½      |        | Ф      |       |       |       |       |       |       |       |       |       |       |       |       |
| 100 м батерфляєм                |        |        |        |        |        |        |        |        |        |        |       |       | З     | ½     |       | Ф     |       |       |       |       |       |       |
| 200 м батерфляєм                |        |        |        |        |        |        | З      | ½      |        | Ф      |       |       |       |       |       |       |       |       |       |       |       |       |
| 200 м комплексом                |        |        |        |        |        |        |        |        |        |        | З     | ½     |       | Ф     |       |       |       |       |       |       |       |       |
| 400 м комплексом                |        |        | З      | Ф      |        |        |        |        |        |        |       |       |       |       |       |       |       |       |       |       |       |       |
| естафета 4×100 м вільним стилем | З      | Ф      |        |        |        |        |        |        |        |        |       |       |       |       |       |       |       |       |       |       |       |       |
| естафета 4×200 м вільним стилем |        |        |        |        |        |        | З      | Ф      |        |        |       |       |       |       |       |       |       |       |       |       |       |       |
| естафета 4×100 м комплексом     |        |        |        |        |        |        |        |        |        |        |       |       |       |       | З     |       |       | Ф     |       |       |       |       |
| 10 км                           |        |        |        |        |        |        |        |        |        |        |       |       |       |       |       |       |       |       |       |       | Ф     |       |

| Дата →                          | 27 лип | 27 лип | 28 лип | 28 лип | 29 лип | 29 лип | 30 лип | 30 лип | 31 лип | 31 лип | 1 сер | 1 сер | 2 сер | 2 сер | 3 сер | 3 сер | 4 сер | 4 сер | 8 сер | 8 сер | 9 сер | 9 сер |
| Дисципліна ↓                    | Р      | В      | Р      | В      | Р      | В      | Р      | В      | Р      | В      | Р     | В     | Р     | В     | Р     | В     | Р     | В     | Р     | В     | Р     | В     |
| ------------------------------- | ------ | ------ | ------ | ------ | ------ | ------ | ------ | ------ | ------ | ------ | ----- | ----- | ----- | ----- | ----- | ----- | ----- | ----- | ----- | ----- | ----- | ----- |
| 50 м вільним стилем             |        |        |        |        |        |        |        |        |        |        |       |       |       |       | З     | ½     |       | Ф     |       |       |       |       |
| 100 м вільним стилем            |        |        |        |        |        |        | З      | ½      |        | Ф      |       |       |       |       |       |       |       |       |       |       |       |       |
| 200 м вільним стилем            |        |        | З      | ½      |        | Ф      |        |        |        |        |       |       |       |       |       |       |       |       |       |       |       |       |
| 400 м вільним стилем            | З      | Ф      |        |        |        |        |        |        |        |        |       |       |       |       |       |       |       |       |       |       |       |       |
| 800 м вільним стилем            |        |        |        |        |        |        |        |        |        |        |       |       | З     |       |       | Ф     |       |       |       |       |       |       |
| 1500 м вільним стилем           |        |        |        |        |        |        | З      |        |        | Ф      |       |       |       |       |       |       |       |       |       |       |       |       |
| 100 м на спині                  |        |        |        |        | З      | ½      |        | Ф      |        |        |       |       |       |       |       |       |       |       |       |       |       |       |
| 200 м на спині                  |        |        |        |        |        |        |        |        |        |        | З     | ½     |       | Ф     |       |       |       |       |       |       |       |       |
| 100 м брасом                    |        |        | З      | ½      |        | Ф      |        |        |        |        |       |       |       |       |       |       |       |       |       |       |       |       |
| 200 м брасом                    |        |        |        |        |        |        |        |        | З      | ½      |       | Ф     |       |       |       |       |       |       |       |       |       |       |
| 100 м батерфляєм                | З      | ½      |        | Ф      |        |        |        |        |        |        |       |       |       |       |       |       |       |       |       |       |       |       |
| 200 м батерфляєм                |        |        |        |        |        |        |        |        | З      | ½      |       | Ф     |       |       |       |       |       |       |       |       |       |       |
| 200 м комплексом                |        |        |        |        |        |        |        |        |        |        |       |       | З     | ½     |       | Ф     |       |       |       |       |       |       |
| 400 м комплексом                |        |        |        |        | З      | Ф      |        |        |        |        |       |       |       |       |       |       |       |       |       |       |       |       |
| естафета 4×100 м вільним стилем | З      | Ф      |        |        |        |        |        |        |        |        |       |       |       |       |       |       |       |       |       |       |       |       |
| естафета 4×200 м вільним стилем |        |        |        |        |        |        |        |        |        |        | З     | Ф     |       |       |       |       |       |       |       |       |       |       |
| естафета 4×100 м комплексом     |        |        |        |        |        |        |        |        |        |        |       |       |       |       | З     |       |       | Ф     |       |       |       |       |
| 10 км                           |        |        |        |        |        |        |        |        |        |        |       |       |       |       |       |       |       |       | Ф     |       |       |       |

| Дата →                      | 27 лип | 27 лип | 28 лип | 28 лип | 29 лип | 29 лип | 30 лип | 30 лип | 31 лип | 31 лип | 1 сер | 1 сер | 2 сер | 2 сер | 3 сер | 3 сер | 4 сер | 4 сер | 8 сер | 8 сер | 9 сер | 9 сер |
| Дисципліна ↓                | Р      | В      | Р      | В      | Р      | В      | Р      | В      | Р      | В      | Р     | В     | Р     | В     | Р     | В     | Р     | В     | Р     | В     | Р     | В     |
| --------------------------- | ------ | ------ | ------ | ------ | ------ | ------ | ------ | ------ | ------ | ------ | ----- | ----- | ----- | ----- | ----- | ----- | ----- | ----- | ----- | ----- | ----- | ----- |
| естафета 4×100 м комплексом |        |        |        |        |        |        |        |        |        |        |       |       | З     |       |       | Ф     |       |       |       |       |       |       |

## Медалі

### Таблиця медалей
*   Країна-господарка (Франція)
| Місце                | Країна                          | Золото | Срібло | Бронза | Загалом |
| -------------------- | ------------------------------- | ------ | ------ | ------ | ------- |
| 1                    | США                             | 8      | 13     | 7      | 28      |
| 2                    | Австралія                       | 7      | 9      | 3      | 19      |
| 3                    | Франція*                        | 4      | 1      | 2      | 7       |
| 4                    | Канада                          | 3      | 2      | 3      | 8       |
| 5                    | Угорщина                        | 3      | 1      | 1      | 5       |
| 6                    | Китай                           | 2      | 3      | 7      | 12      |
| 7                    | Італія                          | 2      | 1      | 3      | 6       |
| 8                    | Швеція                          | 2      | 0      | 0      | 2       |
| 9                    | Велика Британія                 | 1      | 4      | 0      | 5       |
| 10                   | Німеччина                       | 1      | 1      | 1      | 3       |
| 11                   | Південно-Африканська Республіка | 1      | 1      | 0      | 2       |
| 12                   | Ірландія                        | 1      | 0      | 2      | 3       |
| 12                   | Нідерланди                      | 1      | 0      | 2      | 3       |
| 14                   | Румунія                         | 1      | 0      | 1      | 2       |
| 15                   | Греція                          | 0      | 1      | 0      | 1       |
| 15                   | Японія                          | 0      | 1      | 0      | 1       |
| 17                   | Гонконг                         | 0      | 0      | 2      | 2       |
| 18                   | Південна Корея                  | 0      | 0      | 1      | 1       |
| 18                   | Швейцарія                       | 0      | 0      | 1      | 1       |
| Загалом (19 збірних) | Загалом (19 збірних)            | 37     | 38     | 36     | 111     |

### Чоловічі дисципліни
| Дисципліни | Золото | Золото         | Срібло | Срібло    | Бронза | Бронза                                          |
| --- | --- | -------------- | --- | --------- | --- | ----------------------------------------------- |
| 50 м вільним стилем | Кемерон Макевой · Австралія | 21.25          | Бенджамін Прауд · Велика Британія | 21.30     | Флоран Маноду · Франція | 21.56                                           |
| 100 м вільним стилем | Пань Чжаньле · Китай | 46.40 WR       | Кайл Чалмерс · Австралія | 47.48     | Давід Попович · Румунія | 47.49                                           |
| 200 м вільним стилем | Давід Попович · Румунія | 1:44.72        | Метью Річардс · Велика Британія | 1:44.74   | Лук Гобсон · США | 1:44.79                                         |
| 400 м вільним стилем | Лукас Мертенс · Німеччина | 3:41.78        | Елайджа Віннінґтон · Австралія | 3:42.21   | Кім У Мін · Південна Корея | 3:42.50                                         |
| 800 м вільним стилем | Денієл Віффен · Ірландія | 7:38.19 OR, ER | Роберт Фінк · США | 7:38.75   | Грегоріо Пальтріньєрі · Італія | 7:39.38                                         |
| 1500 м вільним стилем | Роберт Фінк · США | 14:30.67 WR    | Грегоріо Пальтріньєрі · Італія | 14:34.55  | Денієл Віффен · Ірландія | 14:39.63                                        |
| | |                | |           | |                                                 |
| 100 м на спині | Томас Чеккон · Італія | 52.00          | Сюй Цзяюй · Китай | 52.32     | Раян Мерфі · США | 52.39                                           |
| 200 м на спині | Хуберт Кош · Угорщина | 1:54.26        | Апостолос Хрістоу · Греція | 1:54.82   | Роман Мітюков · Швейцарія | 1:54.85                                         |
| | |                | |           | |                                                 |
| 100 м брасом | Ніколо Мартіненьї · Італія | 59.03          | Адам Піті · Велика Британія Нік Фінк · США | 59.05     | Не нагороджували позаяк срібну медаль поділили. | Не нагороджували позаяк срібну медаль поділили. |
| 200 м брасом | Леон Маршан · Франція | 2:05.85 OR     | Зак Стабблеті-Кук · Австралія | 2:06.79   | Каспар Корбо · Нідерланди | 2:07.90                                         |
| | |                | |           | |                                                 |
| 100 м батерфляєм | Кріштоф Мілак · Угорщина | 49.90          | Джошуа Льєндо · Канада | 49.99 NR  | Ілля Харун · Канада | 50.45                                           |
| 200 м батерфляєм | Леон Маршан · Франція | 1:51.21 OR, NR | Кріштоф Мілак · Угорщина | 1:51.75   | Ілля Харун · Канада | 1:52.80 NR                                      |
| | |                | |           | |                                                 |
| 200 м комплексом | Леон Маршан · Франція | 1:54.06 OR, ER | Данкан Скотт · Велика Британія | 1:55.31   | Ван Шунь · Китай | 1:56.00                                         |
| 400 м комплексом | Леон Маршан · Франція | 4:02.95 OR     | Томоюкі Мацушіта · Японія | 4:08.62   | Карсон Фостер · США | 4:08.66                                         |
| | |                | |           | |                                                 |
| естафета 4 × 100 м вільним стилем | США (USA) Джек Алексі (47.67) Кріс Ґільяно (47.33) Гантер Армстронґ (46.75) Кайлеб Дрессел (47.53) Раян Гелд[b] Меттью Кінґ[b]             | 3:09.28        | Австралія (AUS) Джек Картрайт (48.03) Флінн Саутем (48.00) Кай Тейлор (47.73) Кайл Чалмерс (46.59) Вільям Янґ[b]                                  | 3:10.35   | Італія (ITA) Алессандро Мірессі (48.04) Томас Чеккон (47.44) Паоло Конте Бонін (48.16) Мануель Фріго (47.06) Лоренцо Дзадзері[b] Леонардо Деплано[b]  | 3:10.70                                         |
| естафета 4 × 200 м вільним стилем | Велика Британія (GBR) Джеймс Ґай (1:45.09) Том Дін (1:45.28) Метт Річардс (1:45.11) Данкан Скотт (1:43.95) Кіран Берд[b] Джек Макміллан[b] | 6:59.43        | США (USA) Лук Гобсон (1:45.55) Карсон Фостер (1:45.31) Дрю Кіблер (1:45.12) Кіаран Сміт (1:44.80) Брукс Керрі[b] Блейк П'єроні[b] Кріс Ґільяно[b] | 7:00.78   | Австралія (AUS) Максімілліан Джульяні (1:45.99) Флінн Саутем (1:45.53) Елайджа Віннінґтон (1:45.19) Томас Нілл (1:45.27) Кай Тейлор[b] Зак Інсерті[b] | 7:01.98                                         |
| естафета 4 × 100 комплексом | Китай (CHN) Сюй Цзяюй (52.37) Цінь Хайян (57.98) Сунь Цзяцзюнь (51.19) Пань Чжаньле (45.92) Ван Чанхао[b]                                  | 3:27.46        | США (USA) Раян Мерфі (52.44) Нік Фінк (58.97) Кайлеб Дрессел (49.41) Гантер Армстронґ (47.19) Чарлі Свонсон[b] Томас Гейлмен[b] Джек Алексі[b]    | 3:28.01   | Франція (FRA) Йоанн Ндує-Бруар (52.60) Леон Маршан (58.62) Максім Груссе (49.57) Флоран Маноду (47.59) Клеман Секкі[b] Рафаель Фант-Дамер[b]          | 3:28.38 NR                                      |
| | |                | |           | |                                                 |
| 10 км на відкритій воді | Кріштоф Рашовскі · Угорщина | 1:50:52.7      | Олівер Клемет · Німеччина | 1:50:54.8 | Давід Бетлехем · Угорщина | 1:51:09.0                                       |
| AF Рекорд Африки \| AM Рекорд Америки \| AS Рекорд Азії \| ER Рекорд Європи \| OC Рекорд Океанії \| OR Олімпійський рекорд \| WJR Світовий юніорський рекорд \| WR Світовий рекорд NR Національний рекорд (Будь-який світовий рекорд це, водночас, олімпійський, континентальний і національний рекорд. Континентальні рекорди є, водночас, і національними.) | |                | |           | |                                                 |

a Плавці, які брали участь тільки в запливах і здобули медалі.

### Жіночі дисципліни
| Дисципліни | Золото | Золото             | Срібло | Срібло      | Бронза | Бронза      |
| --- | --- | ------------------ | --- | ----------- | --- | ----------- |
| 50 м вільним стилем | Сара Шестрем · Швеція | 23.71              | Меґ Гарріс · Австралія | 23.97       | Чжан Юйфей · Китай | 24.20       |
| 100 м вільним стилем | Сара Шестрем · Швеція | 52.16              | Торрі Гаск · США | 52.29       | Шівон Хогі · Гонконг | 52.33       |
| 200 м вільним стилем | Моллі О'Каллаган · Австралія | 1:53.27 OR         | Аріарн Тітмус · Австралія | 1:53.83     | Шівон Хогі · Гонконг | 1:54.55     |
| 400 м вільним стилем | Аріарн Тітмус · Австралія | 3:57.49            | Саммер Макінтош · Канада | 3:58.37     | Кейті Ледекі · США | 4:00.86     |
| 800 м вільним стилем | Кейті Ледекі · США | 8:11.04            | Аріарн Тітмус · Австралія | 8:12.29 OC  | Пейдж Мадден · США | 8:13.00     |
| 1500 м вільним стилем | Кейті Ледекі · США | 15:30.02 OR        | Анастасія Кирпичникова · Франція | 15:40.35 NR | Ізабель Марі Ґозе · Німеччина | 15:41.16 NR |
| | |                    | |             | |             |
| 100 м на спині | Кейлі Маккіон · Австралія | 57.33 OR, =OC      | Реган Сміт · США | 57.66       | Кетрін Беркофф · США | 57.98       |
| 200 м на спині | Кейлі Маккіон · Австралія | 2:03.73 OR         | Реган Сміт · США | 2:04.26     | Кайлі Масс · Канада | 2:05.57     |
| | |                    | |             | |             |
| 100 м брасом | Татьяна Сміт · Південно-Африканська Республіка | 1:05.28            | Тан Цяньтін · Китай | 1:05.54     | Мона Макшеррі · Ірландія | 1:05.59     |
| 200 м брасом | Кейт Дуглас · США | 2:19.24            | Татьяна Сміт · Південно-Африканська Республіка | 2:19.60     | Тес Схаутен · Нідерланди | 2:21.05     |
| | |                    | |             | |             |
| 100 м батерфляєм | Торрі Гаск · США | 55.59              | Ґретхен Волш · США | 55.63       | Чжан Юйфей · Китай | 56.21       |
| 200 м батерфляєм | Саммер Макінтош · Канада | 2:03.03 OR, WJ, AM | Реган Сміт · США | 2:03.84 NR  | Чжан Юйфей · Китай | 2:05.09     |
| | |                    | |             | |             |
| 200 м комплексом | Саммер Макінтош · Канада | 2:06.56 OR, WJ, NR | Кейт Дуглас · США | 2:06.92     | Кейлі Маккіон · Австралія | 2:08.08     |
| 400 м комплексом | Саммер Макінтош · Канада | 4:27.71            | Кейті Ґраймс · США | 4:33.40     | Емма Веянт · США | 4:34.93     |
| | |                    | |             | |             |
| естафета 4 × 100 м вільним стилем | Австралія (AUS) Моллі О'Каллаган (52.24) Шейна Джек (52.35) Емма Маккеон (52.39) Меґ Гарріс (51.94) Олівія Вунш[b] Бронте Кемпбелл[b]                        | 3:28.92 OR         | США (USA) Кейт Дуглас (52.98) Ґретхен Волш (52.55) Торрі Гаск (52.06) Сімоне Мануель (52.61) Еббі Вейтцейл[b] Еріка Браун (плавчиня)[b]                                          | 3:30.20 AM  | Китай (CHN) Ян Цзюньсюань (52.48) Чен Юйцзє (52.76) Чжан Юйфей (52.75) У Цінфен (52.31) Юй Їтін[b]                                 | 3:30.30 AS  |
| естафета 4 × 200 м вільним стилем | Австралія (AUS) Моллі О'Каллаган (1:53.52) Лані Паллістер (1:55.61) Бріанна Тросселл (1:56.00) Аріарн Тітмус (1:52.95) Джеймі Перкінс[b] Шейна Джек[b]       | 7:38.08 OR         | США (USA) Клер Вайнстайн (1:54.88) Пейдж Мадден (1:55.63) Кейті Ледекі (1:54.93) Ерін Ґеммелл (1:55.40) Анна Пепловскі[b] Сімоне Мануель[b] Алекс Шейкелл[b]                     | 7:40.86     | Китай (CHN) Ян Цзюньсюань (1:54.52) Лі Бінцзє (1:55.05) Ґе Чутун (1:57.45) Лю Ясінь (1:55.32) Тан Мухань[b] Кун Яці[b]             | 7:42.34     |
| естафета 4 × 100 комплексом | США (USA) Реган Сміт (57.28) OR Ліллі Кінг (1:04.90) Ґретхен Волш (55.03) Торрі Гаск (52.42) Кетрін Беркофф[b] Емма Вебер[b] Алекс Шейкелл[b] Кейт Дуглас[b] | 3:49.63 WR         | Австралія (AUS) Кейлі Маккіон (57.72) Дженна Страуч (1:07.31) Емма Маккеон (56.25) Моллі О'Каллаган (51.83) Іона Андерсон[b] Елла Рамзей[b] Александрія Перкінс[b] Меґ Гарріс[b] | 3:53.11     | Китай (CHN) Вань Летянь (59.81) Тан Цяньтін (1:05.79) Чжан Юйфей (55.52) Ян Цзюньсюань (52.11) Ван Сюеер[b] Юй Їтін[b] У Цінфен[b] | 3:53.23     |
| | |                    | |             | |             |
| 10 км на відкритій воді | Шарон ван Раувендал · Нідерланди | 2:03:34.2          | Моеша Джонсон · Австралія | 2:03:39.7   | Джиневра Таддеуччі · Італія | 2:03:42.8   |
| AF Рекорд Африки \| AM Рекорд Америки \| AS Рекорд Азії \| ER Рекорд Європи \| OC Рекорд Океанії \| OR Олімпійський рекорд \| WJR Світовий юніорський рекорд \| WR Світовий рекорд NR Національний рекорд (Будь-який світовий рекорд це, водночас, олімпійський, континентальний і національний рекорд. Континентальні рекорди є, водночас, і національними.) | |                    | |             | |             |

b Плавчині, які брали участь тільки в запливах і здобули медалі.

### Змішані дисципліни
| Дисципліни | Золото | Золото     | Срібло | Срібло     | Бронза | Бронза     |
| --- | --- | ---------- | --- | ---------- | --- | ---------- |
| естафета 4 × 100 комплексом | США (USA) Раян Мерфі (52.08) Нік Фінк (58.29) Ґретхен Волш (55.18) Торрі Гаск (51.88) Реган Сміт[b] Чарлі Свонсон[b] Кайлеб Дрессел[b] Еббі Вейтцейл[b] | 3:37.43 WR | Китай (CHN) Сюй Цзяюй (52.13) Цінь Хайян (57.82) Чжан Юйфей (55.64) Ян Цзюньсюань (51.96) Тан Цяньтін[b] Пань Чжаньле[b] | 3:37.55 AS | Австралія (AUS) Кейлі Маккіон (57.90) Джошуа Йонґ (58.43) Метью Темпл (50.42) Моллі О'Каллаган (52.01) Іона Андерсон[b] Зак Стабблеті-Кук[b] Емма Маккеон[b] Кайл Чалмерс[b] | 3:38.76 OC |
| AF Рекорд Африки \| AM Рекорд Америки \| AS Рекорд Азії \| ER Рекорд Європи \| OC Рекорд Океанії \| OR Олімпійський рекорд \| WJR Світовий юніорський рекорд \| WR Світовий рекорд NR Національний рекорд (Будь-який світовий рекорд це, водночас, олімпійський, континентальний і національний рекорд. Континентальні рекорди є, водночас, і національними.) | |            | |            | |            |

b Плавці та плавчині, які брали участь тільки в запливах і здобули медалі.